# Кимпеніца
Кимпеніца (рум. Câmpenița) — село у повіті Муреш в Румунії. Входить до складу комуни Чеуашу-де-Кимпіє.
Село розташоване на відстані 276 км на північний захід від Бухареста, 13 км на північний захід від Тиргу-Муреша, 69 км на схід від Клуж-Напоки, 140 км на північний захід від Брашова.

## Населення
За даними перепису населення 2002 року у селі проживали 785 осіб.
Національний склад населення села:
| Національність | Кількість осіб | Відсоток |
| -------------- | -------------- | -------- |
| угорці         | 767            | 97,7%    |
| румуни         | 18             | 2,3%     |

Рідною мовою назвали:
| Мова      | Кількість осіб | Відсоток |
| --------- | -------------- | -------- |
| угорська  | 765            | 97,5%    |
| румунська | 19             | 2,4%     |